# بورتون إي. غروسمان
بورتون إي. غروسمان (بالإسبانية: Burton E. Grossman)‏ هو شخصية أعمال مكسيكي، ولد في 15 فبراير 1918، وتوفي في 12 نوفمبر 1999.